# Ászár
Ászár – wieś na Węgrzech, w komitacie Komárom-Esztergom, w powiecie Kisbér.

## Położenie
Ászár leży w południowo–zachodniej części komitatu Komárom-Esztergom u stóp Lasu Bakońskiego, w regionie winiarskim Ászár-Neszmély. Bezpośrednio sąsiaduje z Kisbérem, Ete (6 km), Vérteskethelyem (7 km) i Császárem (11 km).

## Historia
Pierwszy raz Ászár pojawia się w dokumencie kapituły z Győru z 1268 r. W 1327 r. wieś jest w posiadaniu królowej i pozostaje do końca XIV w. W 1394 r. król Zygmunt Luksemburski przekazuje w lenno Ászár i Tótréde synom Jánosa Kanizsaiego, Miklósowi i Istvánowi. W czasach okupacji tureckiej Ászár się wyludnił, tak jak wiele miejscowości w okolicy, jednak z upływem czasu został ponownie zasiedlony. W 1581 r. wieś była własnością tureckiego spahisa Mehmeda. W 1688 r. cała okolica została ostatecznie uwolniona od trwającego półtora wieku tureckiego władania. W 1712 r. właścicielem Ászáru został József Esterházy. W połowie XVIII w. powstaje tu duży browar w barokowym budynku i piwnicach wybudowanych w latach 1760–1769 na podstawie projektu Jakaba Fellnera. Po zakończeniu produkcji piwa w piwnicach zaczęto przechowywać wino.
W 1890 r. powstała fabryka skrobi ziemniaczanej, która była największą firmą tego typu w monarchii austro–węgierskiej. Działa nieprzerwanie do 1992 r.
W 1896 r. książę Alajos Schwarzenberg założył jedną z największych na Węgrzech stadninę koni pełnej krwi angielskiej, która istniała do jego śmierci w 1937 r.
W 1997 r. wieś przyłączono do Kisbéru, ale po zmianie systemu wśród mieszkańców Ászáru zaczęły rosnąć dążenie do ponownej samodzielności. W wyniku referendum przeprowadzonego w 1999 r. zdecydowano skutecznie o odłączeniu się od dotychczasowej gminy. Po wyborach samorządowych w 2002 r. Ászár uzyskał niezależność.

## Demografia
W 2019 roku miejscowość była zamieszkiwana przez 1694 osoby.
Jej burmistrzem jest Zsolt Pekár.
W wyniku spisu powszechnego w 2011 r. stwierdzono następujący skład narodowościowy mieszkańców: 90,3% Węgrów, 0,5% Romów, 0,9% Niemców, 0,3% Rumunów, 0,2% Słowaków (9,7% nie określiło narodowości; z powodu  podwójnej tożsamości niektórych osób suma może być większa od 100%). Podział religijny był następujący: rzymscy katolicy 51,1%, protestanci 12,6%, ewangelicy 5,3%, grekokatolicy 0,2%, inni 8,7% (21,6% nie określiło wyznania).

## Osobliwości
- W latach 1760–1769 Jakab Fellner wybudował browar, który obecnie służy jako piwnice winne.
- W 1831 ukończono budowę klasycystycznego kościoła.
- W 1777 ukończono budowę kościoła w stylu zopf. W ogrodzie znajduje się  barokowy nagrobek, pochodzący z 1778 r.
- W miejscowości znajdują się dwa miejsca upamiętniające wybitną węgierską aktorkę Mari Jászai (1850–1926): posąg i otworzony w październiku 1976 r. dom pamięci.

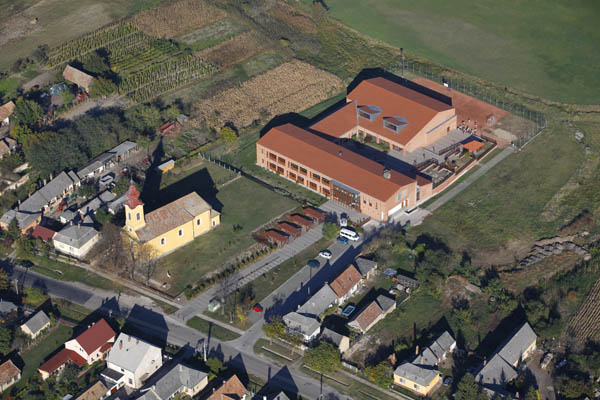
Ászár, szkoła podstawowa im. Mari Jászai
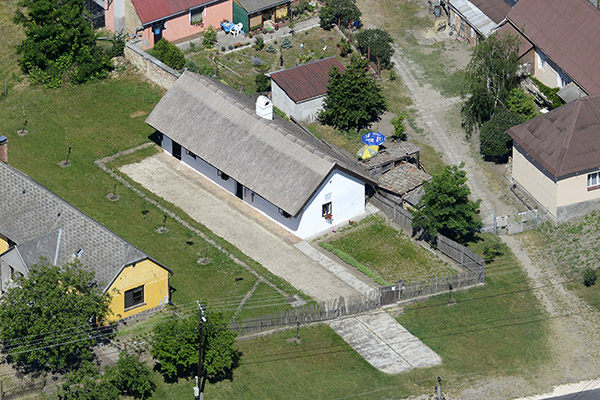
Ászár, dom rodzinny Mari Jászai